# Pecora
Pecora là danh pháp khoa học để chỉ một cận bộ chứa các loài động vật móng guốc, với số lượng các loài còn sinh tồn chiếm phần lớn các loài còn sinh tồn của phân bộ Nhai lại (Ruminantia), bao gồm dê, cừu, linh dương, hươu, nai, trâu, bò, hươu cao cổ và linh dương sừng tỏa. Các thành viên duy nhất còn sinh tồn của phân bộ Ruminantia mà không thuộc cận bộ Pecora là các loài cheo cheo thuộc cận bộ Tragulina, với đặc điểm là không có sừng và dạ dày 4 túi của chúng kém phát triển so với các loài của cận bộ này. Điều này làm cho các loài của cận bộ Pecora đôi khi được gọi là "động vật nhai lại có sừng". Các loài Pecora cũng được coi là "động vật nhai lại bậc cao", do chúng phát sinh muộn hơn so với các nhóm còn lại của phân bộ Nhai lại. Mặc dù Pecora là một nhánh được hỗ trợ khá tốt, nhưng mối quan hệ chính xác giữa các họ trong phạm vi cận bộ này lại chưa rõ ràng và gây tranh cãi.

## Phân loại
- Bộ Artiodactyla
  - Phân bộ Suina: lợn, hà mã và lợn pêcari
  - Phân bộ Tylopoda: lạc đà và lạc đà không bướu
  - Phân bộ Whippomorpha hay Cetancodonta: cá voi và hà mã
  - Phân bộ Ruminantia
    - Cận bộ Tragulina: cheo cheo (cận ngành)
    - Cận bộ Pecora
      - Họ Moschidae: hươu xạ
      - Họ Cervidae: hươu, nai
      - Họ Giraffidae: hươu cao cổ và okapi
      - Họ Antilocapridae: linh dương sừng nhánh
      - Họ Bovidae: bò, trâu, cừu, dê và linh dương
      - Họ †Gelocidae
      - Họ †Climacoceratidae
      - Họ †Palaeomerycidae
      - Họ †Hoplitomerycidae

## Phát sinh chủng loài
Cây phát sinh chủng loài trong phạm vi Pecora dưới đây dựa theo Zurano et al. (2019),
|  | Cervidae                                              |
|  |                                                       |
|  | \| \| Moschidae \| \| \| \| \| \| Bovidae \| \| \| \| |
|  |                                                       |
|  | Moschidae                                             |
|  |                                                       |
|  | Bovidae                                               |
|  |                                                       |

|  | Moschidae |
|  |           |
|  | Bovidae   |
|  |           |

|  | Cervidae                                              |
|  |                                                       |
|  | \| \| Moschidae \| \| \| \| \| \| Bovidae \| \| \| \| |
|  |                                                       |
|  | Moschidae                                             |
|  |                                                       |
|  | Bovidae                                               |
|  |                                                       |

|  | Moschidae |
|  |           |
|  | Bovidae   |
|  |           |

|  | Cervidae                                              |
|  |                                                       |
|  | \| \| Moschidae \| \| \| \| \| \| Bovidae \| \| \| \| |
|  |                                                       |
|  | Moschidae                                             |
|  |                                                       |
|  | Bovidae                                               |
|  |                                                       |

|  | Moschidae |
|  |           |
|  | Bovidae   |
|  |           |

|  | Cervidae                                              |
|  |                                                       |
|  | \| \| Moschidae \| \| \| \| \| \| Bovidae \| \| \| \| |
|  |                                                       |
|  | Moschidae                                             |
|  |                                                       |
|  | Bovidae                                               |
|  |                                                       |

|  | Moschidae |
|  |           |
|  | Bovidae   |
|  |           |